# モイナ・メイザース

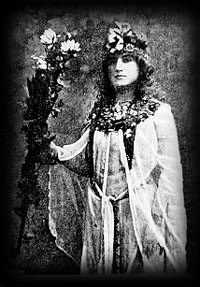
1899年にパリでイシスの儀式を演じるモイナ・メイザース。

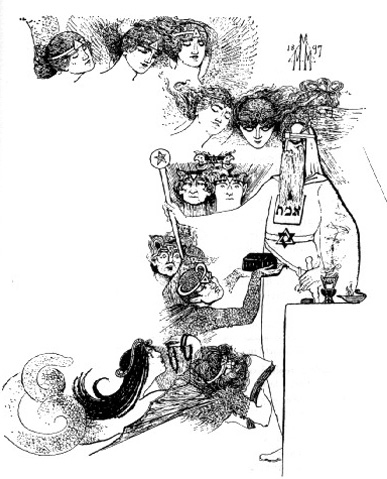
マグレガー・メイザース訳『術士アブラメリンの聖なる魔術の書』(1897年)のためにモイナ・メイザースが描いた絵

モイナ・メイザース（仏: Moina Mathers、婚姻前 仏: Mina Bergson ミナ・ベルクソン、1865年2月28日 - 1928年7月25日）は、20世紀初頭の芸術家オカルティストであった。彼女は、1927年にユダヤ系として初めてノーベル文学賞を受賞したフランスの哲学者アンリ・ベルクソンの妹である。
彼女はイギリスのオカルティストであるマグレガー・メイザースとの結婚したことで有名である。マクレガーは「黄金の夜明け団」の創設者の一人でありモイナも「黄金の夜明け団」に参加した。1918年のマクレガーの死後に「黄金の夜明け団」の後継組織である「A∴O∴（アルファオメガ）（英語: Alpha et Omega）」の代表を務めた。

## 生涯
モイナの父はポーランド系ユダヤ人の作曲家でピアニストのミハウ・ベルクソンであり、母はイギリス系ユダヤ人でヨークシャーの医師の娘であるケイト・レビンソン（Kate Levinson）である。4男3女の7人兄弟姉妹であった。
1865年にスイスのジュネーブで生まれ2歳のときにパリに移住した。父のミハウ・ベルクソンはワルシャワ生まれで裕福な家庭で育った。ミハウはオペラ『ルイーズ・ド・モンフォール』や『サルヴァトール・ローザ』を作曲して音楽的に成功した。
モイナ・メイザースの母方の祖父、ジェイコブ・レヴィソン（Jacob Levison 1799年頃生まれ）は外科医兼歯科医だった。
同じく母方の祖母はキャサリン・レヴィソン（Katherine Levison）で1800年頃ロンドン生まれ。
母方の叔母は1835年ヨークシャーのハル生まれのミンナ・プロイス（Minna Preuss）であり、母のケイトと同じヨークシャー出身である。
彼女の兄で、後にノーベル賞を受賞したアンリ・ベルクソンは、コレージュ・ド・フランスの教員を務め、哲学者として知られている。またアンリは心霊現象研究協会の会長を務めたこともある。
モイナは才能ある芸術家で、15歳でスレイド美術学校に入学した。スレイド美術学校は19世紀初頭、男女平等で人種や国籍を問わず大衆に門戸を開き芸術への進出を奨励することで知られていた。モイナは同校で絵画の成績が認められ奨学金と4つの優秀賞を獲得した。彼女はベアトリス・オフォーと親しくなり、アトリエを共にした。1882年モイナはスレイド美術学校で将来の友人となるアニー・ホーニマン（英語: Annie Horniman）と出会う。ホーニマンは後にメイザース夫妻の主要な資金提供者となった。彼らは芸術家でありオカルティストでもあった。ホーニマンは「黄金の夜明け団」の資金援助者となった。
モイナは1887年に大英博物館で学んでいた頃に、夫のマグレガー・メイザース（英: Macgregor Mathers, フルネーム: Samuel Liddell MacGregor Mathers, 1854年1月8日 - 1918年11月20日）と出会った。マグレガー・メイザースは博物館の常連客だった。1年後、将来の夫となるマグレガーは西洋神秘主義（英語: Western esotericism）において最も影響力のある組織の一つである「黄金の夜明け団」を設立した。モイナは1888年3月にこの団の初代入信者となった。「黄金の夜明け団」で彼女が選んだモットーは「Vestigia Nulla Retrorsum（思慮分別は決して後戻りしない）」であった。1890年、彼女はマグレガーと結婚しモイナ・メイザースとなった。二人のオカルトにおけるパートナーシップでの役割は、マグレガーは「精霊の召喚者（evoker of spirits）」、モイナは千里眼を持つ「予言者（seeress）」であり、また画家としてマグレガーが「召喚（evoked）」したものをモイナが描写した。1899年3月、彼らはパリのラ・ボディニエール劇場（英語: La Bodinière）の舞台で、エジプトの女神イシスの儀式を執り行った。
1918年に夫が亡くなると、モイナは「黄金の夜明け団」の後継組織である「A∴O∴（アルファオメガ）」の代表となった。1928年に彼女はロンドンで亡くなった。